# Reial Acadèmia de Nobles i Belles Arts de Sant Lluís
La Reial Acadèmia de Nobles i Belles Arts de Sant Lluís és una institució aragonesa, creada el 1792 i amb seu a Saragossa, dedicada al foment de l'estudi de les Belles Arts i la conservació del patrimoni històric, cultural i artístic de l'Aragó.

## Història
Poc després que Ferran VI creés la Reial Acadèmia de Belles Arts de Sant Ferran a Madrid, el 1753 hi hagué els primers intents de fundar una acadèmia semblant a l'Aragó per part del pintor Vicente de Pignatelli y Moncayo, però la idea no va fructificar, i tampoc quan ho va intentar el seu germà Ramón el 1771. Finalment, i anomenada llavors Reial Acadèmia de les Tres Nobles Arts de Sant Lluís, va ser creada l'acadèmia per Reial Ordre de Carles IV el 17 d'abril de 1792, i sota l'advocació de Sant Lluís, en honor a la reina Maria Lluïsa de Parma. La consecució va ser gràcies a les peticions de la Reial Societat Econòmica Aragonesa d'Amics del País, l'Escola de Dibuix de Juan Martín de Goicoechea, així com al fet que fos president del Consell de Castella el comte d'Aranda, que va convèncer el monarca.
L'Acadèmia va acollir inicialment el professorat i l'alumnat de l'Escola de Dibuix de Martín de Goicoechea, i va impartir classes de pintura, escultura, arquitectura i gravat. Va ser el primer lloc on es van formar molts artistes aragoneses, que després sovint marxaven a la Reial Acadèmia de Belles Arts de Sant Ferran a finalitzar els estudis, i intentaven optar a una beca d'estudis a Roma. A banda de la formació artística, la institució també va començar a controlar la producció artística i a promoure la conservació del patrimoni històric i cultural.

## Organització
D'acord amb els seus estatuts actuals, l'acadèmia està constituïda com una corporació oficial de dret públic sense ànim de lucre, sota el patronatge del rei d'Espanya. La seva missió és la promoció i el foment dels estudis de les Belles Arts, sent d'especial esment la defensa, conservació i restauració de monuments i obres d'art, sobretot les corresponents al territori aragonès. Els estatuts i organització han sofert variacions, les més importants les de 1849, 1933 i 1996, darrera reforma aprovada per Ordre de 24 d'octubre. Des de 1995 està associat a l'Institut d'Espanya.
L'acadèmia disposa d'un important fons de llibres, documents i una valuosa col·lecció d'art.

### Seccions
En origen tenia seccions dediques a les arts més tradicionals, però actualment en té set:
1. Arquitectura
2. Escultura
3. Pintura
4. Música i dansa
5. Literatura
6. Gravat i arts sumptuàries
7. Arts de la imatge

### Govern i membres
L'acadèmia té una Junta, que consta de diversos càrrecs, i que té al seu càrrec el govern de la institució, i després anualment s'han de celebrar mínim una Junta General ordinària, amb la presència dels acadèmics de número. En total té 35 acadèmics numeraris, tots professionals de les Belles Arts o estudiosos i erudits del patrimoni cultural. Addicionalment, hi ha 15 acadèmics delegats representants de les ciutats aragoneses, acadèmics d'honor i acadèmics corresponents que representen a l'Acadèmia, si escau, a països estrangers.

### Seu
La seva seu i el dipòsit dels seus fons és l'edifici del Museu de Saragossa, situat a la plaça de los Sitios, 6, de la capital aragonesa.